# Alex von Schwedler
Alex Christian von Schwedler Vásquez (Santiago del Cile, 17 febbraio 1980) è un ex calciatore cileno con passaporto tedesco, di ruolo difensore.

## Carriera nei club

### Gli inizi
Debutta come difensore nell'Universidad de Chile nel 1998, a 18 anni. Per due anni consecutivi (1999 e 2000) vince la Copa Chile, divenendo per la squadra di César Vaccia un giocatore chiave.

### L'esperienza al Bari e in Austria
Presto il Bari si interessa a Von Schwedler, acquistando il giocatore proprio l'ultimo giorno del calciomercato invernale della Serie B 2002-2003, il 30 gennaio 2003. L'allenatore del Bari di allora, Marco Tardelli, parlò assai bene di lui, presentendo per lui un successo immediato. Ma contro ogni aspettativa il giocatore deluse, e perse il posto da titolare. Già nel luglio 2004 il nuovo tecnico Guido Carboni lo annoverò nella lista dei cedibili.
Fu lasciato libero di scegliersi una nuova squadra, ma dopo un provino all'FC Colonia, il club tedesco non volle tesserarlo.
Nel gennaio del 2005 viene acquistato dal club austriaco SV Salisburgo, che tra l'altro il 6 aprile dello stesso anno, inglobato dalla società austriaca produttrice di Red Bull, sarebbe divenuto il Red Bull Salzburg, generando non poche discrepanze tra i tifosi.

### Il Portogallo
Nell'estate 2006 Von Schwedler passa al CS Marítimo, nella Liga portoghese e, dopo un breve episodio a Cipro, torna il Portogallo nel CF Belenenses per la stagione 2008-2009. Verrà rilasciato dalla squadra a fine stagione.

### Colo-Colo
Il 14 ottobre 2009 si unisce al club del Colo-Colo per rimpiazzare l'infortunato difensore Miguel Riffo, per tutta la durata del Torneo de Clausura. A dicembre il giocatore viene rilasciato.

### Everton
Rimasto fermo diversi mesi, Von Schwedler si trasferisce al Reale CD España, in Honduras, per la stagione 2010-2011. Tuttavia, il giorno dopo firma un contratto con l'Everton de Viña del Mar, preferendo giocare per questa squadra. È ancora in dotazione al club cileno dal luglio 2010.

### Nazionale
Conta 9 presenze con la Nazionale cilena.

## Statistiche

### Cronologia presenze e reti in Nazionale
| Cronologia completa delle presenze e delle reti in nazionale ― Cile | Cronologia completa delle presenze e delle reti in nazionale ― Cile | Cronologia completa delle presenze e delle reti in nazionale ― Cile | Cronologia completa delle presenze e delle reti in nazionale ― Cile | Cronologia completa delle presenze e delle reti in nazionale ― Cile | Cronologia completa delle presenze e delle reti in nazionale ― Cile | Cronologia completa delle presenze e delle reti in nazionale ― Cile | Cronologia completa delle presenze e delle reti in nazionale ― Cile |
| Data                                                                | Città                                                               | In casa                                                             | Risultato                                                           | Ospiti                                                              | Competizione                                                        | Reti                                                                | Note                                                                |
| ------------------------------------------------------------------- | ------------------------------------------------------------------- | ------------------------------------------------------------------- | ------------------------------------------------------------------- | ------------------------------------------------------------------- | ------------------------------------------------------------------- | ------------------------------------------------------------------- | ------------------------------------------------------------------- |
| 29-1-2000                                                           | Coquimbo                                                            | Cile                                                                | 1 – 2                                                               | Stati Uniti                                                         | Amichevole                                                          | -                                                                   | 46’                                                                 |
| 2-2-2000                                                            | San José                                                            | Costa Rica                                                          | 1 – 0                                                               | Cile                                                                | Amichevole                                                          | -                                                                   | 25’                                                                 |
| 13-1-2001                                                           | Calcutta                                                            | Cile                                                                | 1 – 0                                                               | Giappone universitaria                                              | Millennium Super Soccer Cup - 1º turno                              | -                                                                   |                                                                     |
| 15-1-2001                                                           | Calcutta                                                            | Cile                                                                | 2 – 0                                                               | Bahrein                                                             | Millennium Super Soccer Cup - 1º turno                              | -                                                                   |                                                                     |
| 17-1-2001                                                           | Calcutta                                                            | Cile                                                                | 2 – 0                                                               | Uzbekistan                                                          | Millennium Super Soccer Cup - 1º turno                              | -                                                                   |                                                                     |
| 20-1-2001                                                           | Calcutta                                                            | Cile                                                                | 2 – 0                                                               | Islanda                                                             | Millennium Super Soccer Cup - Quarti di finale                      | -                                                                   |                                                                     |
| 22-1-2001                                                           | Calcutta                                                            | Bosnia ed Erzegovina                                                | 1 – 0                                                               | Cile                                                                | Millennium Super Soccer Cup - Semifinale                            | -                                                                   |                                                                     |
| 17-4-2002                                                           | Kerkrade                                                            | Turchia                                                             | 2 – 0                                                               | Cile                                                                | Amichevole                                                          | -                                                                   |                                                                     |
| 24-3-2007                                                           | Göteborg                                                            | Brasile                                                             | 4 – 0                                                               | Cile                                                                | Amichevole                                                          | -                                                                   | 46’                                                                 |
| Totale                                                              |                                                                     | Presenze                                                            | 9                                                                   |                                                                     | Reti                                                                | 0                                                                   |                                                                     |